# Pajtim
Pajtim ist ein albanischer männlicher Vorname mit der Bedeutung „Versöhnung“.

## Namensträger
- Pajtim Badalli (* 1991), Schweizer Fußballspieler
- Pajtim Kasami  (* 1992), Schweizer Fußballspieler